# Small Astronomy Satellite 3
SAS-3 (acronimo inglese per Small Astronomy Satellite 3, ovvero piccolo satellite per l'astronomia 3), a volte citato anche come SAS-C o Explorer 53, è stato un satellite artificiale messo in orbita dalla NASA nell'ambito del Programma Explorer.
Lanciato il 7 maggio 1975 dalla piattaforma San Marco, posizionato su una LEO caratterizzata da un apogeo di 516 km e da un perigeo di 509, terminò la sua vita utile il 7 aprile 1979.
SAS-3 era equipaggiato con 4 strumenti di rilevazione per raggi X, ciascuno con una diversa tecnologia di collimazione, che gli permettevano di determinare la posizione di sorgenti a raggi X con una precisione di 15 arcosecondi. Era inoltre dotato di un sistema di controllo del puntamento che consentiva una limitata variazione, comandata dalla Terra, dell'asse e della velocità di rotazione.
Obiettivi della missione furono lo studio di alcune sorgenti X già note (tra cui l'Ammasso della Vergine e Scorpius X-1), l'individuazione di sorgenti non conosciute, l'osservazione di eventuali fenomeni transitori quali novae a raggi-x e brillamenti.

## Principali risultati scientifici
SAS-3 accertò l'emissione di raggi X da Algol e HZ 43 ed individuò una dozzina di brillamenti a raggi X ed una sessantina di sorgenti, tra cui AM Herculis, primo caso osservato da una binaria cataclismica. Infine permise di completare la cartografia del cielo nella frequenza dei raggi x tra i 0,1 e 0,28 keV.